# Chiara Mio
Chiara Mio (Pordenone, 19 novembre 1964) è un'economista italiana e consulente aziendale.
È professore ordinario presso il Dipartimento di Management dell'Università Ca' Foscari di Venezia, Italia.Già presidente di Crédit Agricole FriulAdria (Gruppo bancario Crédit Agricole Italia), Mio è stata la prima donna in Italia a guidare una banca commerciale.

## Carriera
Chiara Mio combina la ricerca accademica con la pratica aziendale. È anche un membro attivo di organismi internazionali e nazionali che promuovono politiche di sostenibilità.

### Carriera professionale
Mio è attualmente consigliere di amministrazione di diverse società quotate in Borsa Italiana (Banco BPM SpA, Aquafil SpA, O.V.S. SpA) oltre che di società non quotate, come Corà Domenico & figli S.p.A . Nel 2024, Mio è stata inclusa da StartupItalia nella lista Unstoppable Women delle donne più influenti e innovatrici in Italia.
Dal 2014 al 2022 Mio è stata presidente di Crédit Agricole FriulAdria SpA (Gruppo Bancario Crédit Agricole Italia).  È stata inoltre consigliere di amministrazione di Danieli e C. Officine Meccaniche SpA e  Eurotech SpA, membro del consiglio di amministrazione della Fondazione Pordenonelegge e della Fondazione Burlo Garofolo.
Tra il 2006 e il 2012, Mio è stata Consigliere comunale di Pordenone e delegata al Bilancio, Programmazione, Innovazione e Sviluppo e, successivamente, all'Istruzione, Formazione e Conoscenza per l'Innovazione.

### Carriera accademica
Nel 1983, giovane diplomata, Mio è stata riconosciuta come una delle 25 migliori diplomate d'Italia per merito accademico e rendimento eccellente e ha ricevuto l'attestato e la medaglia d'onore di Alfiere del Lavoro dal Presidente della Repubblica Italiana in carica, Sandro Pertini.
Dopo la laurea in Economia Aziendale all'Università Ca' Foscari di Venezia nel 1987, Mio ha iniziato la sua carriera accademica nella stessa università prima come ricercatrice (1991-2000), poi come professore associato (2000-2011). Dal 2011 ricopre il ruolo di professore ordinario presso il Dipartimento di Management dove insegna corsi di reporting aziendale, controllo di gestione, pianificazione strategica e gestione della sostenibilità.
Mio è direttrice del Master in Sustainability Management e membro del collegio didattico del Dottorato di ricerca in Scienza e gestione dei cambiamenti climatici dell'Università Ca' Foscari di Venezia.
Dal 2009 al 2014 ha ricoperto il ruolo di delegato del rettore per la sostenibilità ambientale e la responsabilità sociale.
Mio è fondatrice e coordinatore del Sustainability Lab del dipartimento di Management dell’università Ca’ Foscari Venezia, oltre che membro del comitato editoriale e revisore della rivista Corporate Social Responsibility and Environmental Management dal 2010. È membro del comitato scientifico di altre collane editoriali ed EticaNews.

## Ambiti di ricerca
Gli interessi di ricerca di Mio includono argomenti come la reportistica di sostenibilità, la contabilità gestionale della sostenibilità, la misurazione delle performance e la sostenibilità. Ha iniziato a lavorare su questi temi a metà degli anni ‘90, anticipando l’importanza della sostenibilità prima che diventasse mainstream.
Mio sostiene l'idea che le aziende che perseguono la sostenibilità devono andare oltre le iniziative di beneficenza e le pratiche di welfare aziendale. Secondo Mio, condurre un'azienda sostenibile implica:
- sviluppare un nuovo concetto di prodotto o servizio sostenuto da innovazione tecnologica, accessibilità economica e stretta collaborazione con il pubblico;
- costruire un nuovo modello di business orientato alla futura creazione di valore a lungo termine;
- riorganizzare il processo di produzione per ridurre il consumo di risorse naturali;
- enfatizzare il rispetto verso ogni individuo, la protezione dei diritti umani e la distribuzione equa e giusta della ricchezza;
- cambiare la mentalità imprenditoriale da quella di un "cacciatore" alla ricerca del profitto a breve termine in quella di un "agricoltore" i cui valori sono orientati a coltivare le risorse in modo responsabile per assicurarne l'uso a lungo termine per le generazioni future e la prosperità generale della comunità;
- assumersi la responsabilità di aumentare la comprensione, l'apprezzamento e l'uso dei nuovi modelli di consumo sostenibile da parte dei consumatori ed educarli a diventare "cittadini migliori".[18]

## Pubblicazioni
Mio è autrice di diversi libri e articoli sul reporting aziendale e integrato, sulla sostenibilità, sulla creazione di valore e la gestione delle performance. I suoi lavori sono stati pubblicati su riviste accademiche internazionali e nazionali come Accounting, Auditing and Accountability Journal; Business Strategy and the Environment; Corporate Social Responsibility and Environmental Management; Journal of Cleaner Production; Corporate reputation review; Accounting, Business and Financial History; Journal of Environmental Accounting and Management; Rivista Italiana di Ragioneria e di Economia aziendale (RIREA). 

## Associazioni professionali
Nell'aprile 2022 Mio è stata nominata membro del Sustainability Reporting Technical Expert Group dell'European Finanacial Reporting Advisory Group (EFRAG).  Nel novembre 2020, Chiara Mio è entrata a far parte del consiglio di amministrazione dell'International Federation of Accountants (IFAC). Dal 2021, è vicepresidente del gruppo per le piccole e medie imprese e politiche di sostenibilità presso Accountancy Europe a Bruxelles, Belgio. 
Mio è membro del comitato scientifico del CSR Manager Network, del Salone della CSR e dell'Innovazione Sociale. È presidente della Commissione "Sostenibilità e Corporate Reporting" ed esperto designato sul tema "Reporting integrato" del Consiglio Nazionale Dottori Commercialisti ed Esperti Contabili (CNDCEC) e membro dello Steering Committee Global Compact Italia.